# Cephalaria leucantha
Cephalaria leucantha é uma espécie de planta com flor pertencente à família Dipsacaceae.
A autoridade científica da espécie é (L.) Roem. & Schult., tendo sido publicada em Syst. Veg. 3: 47 (1818).

## Portugal
Trata-se de uma espécie presente no território português, nomeadamente em Portugal Continental.
Em termos de naturalidade é nativa da região atrás indicada.

## Protecção
Não se encontra protegida por legislação portuguesa ou da Comunidade Europeia.